# نبرد توبا-فوشیمی
نبرد توبا–فوشیمی اولین نبرد از سلسله نبردهای معروف به جنگ بوشین بین طرفداران حکومت شوگون‌سالاری توکوگاوا با طرفداران امپراتور در ژاپن است. نبرد در ۲۷ ژانویه ۱۸۶۸ آغاز شد (یا سال چهارم کیئو (دوره) - ماه اول، روز سوم، بر اساس تقویم ژاپنی)، در این نبرد نیروهای شوگونی و نیروهای متفقین قلمروی چوشو، قلمروی ساتسوما و قلمروی توسا در نزدیکی فوشیمی، کیوتو در مقابل یکدیگر قرار گرفتند. این نبرد چهار روز طول کشید و با شکست قاطع شوگون‌سالاری پایان یافت.

## زمینه
در ۱۳ اکتبر ۱۸۶۷ (کیو ۳)، توکوگاوا یوشینوبو (کیکی) قصد خود را برای بازگرداندن قدرت به امپراتور در قلعه نیجو اعلام کرد و روز بعد، چهاردهم، دادخواستی را به دربار امپراتوری ارائه داد و
قدرت را به امپراتور واگذار کرد. کیکی محاسبه کرده بود که حتی اگر قدرت را به امپراتور بازگرداند، دربار امپراتوری توانایی حکومت کردن را ندارد، بنابراین او می‌تواند قدرت را به شکل دیگری به دست گیرد. با این حال، در ۹ دسامبر، اعلامیه بزرگ احیای حکومت امپراتوری صادر شد. این نوعی کودتا توسط جناح ضد شوگون (قلمرو ساتسوما، قلمرو چوشو و غیره) بود و در غیاب کیکی، جلسه کوگوشو تصمیم به تأسیس دولت جدید و استعفای کیکی از سمت رسمی خود و بازگرداندن قدرت به سمت قلمروهای خود گرفت. این پایان شوگون‌سالاری ادو بود که بیش از ۲۶۰ سال دوام آورده بود. طبیعتاً نیروهای شوگونی سابق نمی‌توانستند این دولت جدید را بپذیرند. کیکی نتوانست نیروهای سابق شوگون‌سالاری را که در آستانه انفجار بودند، مهار کند و آنها وارد اولین نبرد به نام نبرد توبا–فوشیمی شدند.

## پس از شکست
در نبرد توبا-فوشیمی، در خارج از کیوتو، توسط نیروهای دولت جدید شکست خورد. بالا بردن پرچم امپراتوری نیشیکی توسط طرفداران امپراتور بود که در نتیجه، یوشینوبو به عنوان دشمن دربار امپراتوری اعلان شد. پس از شکست او با یک کشتی جنگی از خلیج اوساکا به ادو بازگشت.
در ادو، او قصد خود را برای تسلیم شدن در برابر دولت جدید اعلام کرد و در معبد کانئی در اوئنو تحت بازداشت خانگی قرار گرفت. قلعه ادو بدون خونریزی تسلیم شد و جنگ بوشین که با نبرد توبا-فوشیمی آغاز شده بود، به جنگی تبدیل شد که کشور را به دو قسمت تقسیم کرد.